# Osiris boliviensis
Osiris boliviensis är en biart som beskrevs av Heinrich Friese 1930. Osiris boliviensis ingår i släktet Osiris och familjen långtungebin. Inga underarter finns listade i Catalogue of Life.